# Тиберий Клавдий Север Прокул
Тиберий Клавдий Север Прокул (лат. Tiberius Claudius Severus Proculus) — римский государственный деятель начала III века.

## Биография
Прокул происходил из пафлагонского города Помпейополис и был сыном консула 173 года Гнея Клавдия Севера и Аннии Галерии Аврелии Фаустины, дочери императора Марка Аврелия. В 200 году Тиберий занимал должность ординарного консула вместе с Гаем Аудифием Викторином.
Возможно, его дочерью была супруга императора Гелиогабала Анния Фаустина, а сыном — консул 235 года Гней Клавдий Север.